# Frama AG
Frama (Abkürzung für Frankiermaschine) ist ein Büromaschinenhersteller aus Lauperswil in der Schweiz. Am Hauptsitz in Lauperswil werden die Produkte entwickelt, produziert, montiert und weltweit in über 50 Länder vertrieben. Frama ist stark exportorientiert.
Am Hauptsitz arbeiten laut Angaben der Berner Zeitung etwa 100 Mitarbeiter (Stand 2018). Zusammen mit den 10 Tochtergesellschaften beträgt die Zahl der Mitarbeiter 300. Ausserhalb der Schweiz werden die Produkte über Exklusivvertretungen verkauft.
Die Frama-Gruppe unterzog sich im Jahr 2016 einer Neuausrichtung, um sich Veränderungen und Bedürfnissen des Postmarktes anzupassen.

## Produkte
Frama stellt elektronische Frankiermaschinen und automatische Brieföffner her. Zudem vertreibt das Unternehmen Systeme zum sicheren digitalen Datenaustausch und zur Abwicklung geldwerter Daten.

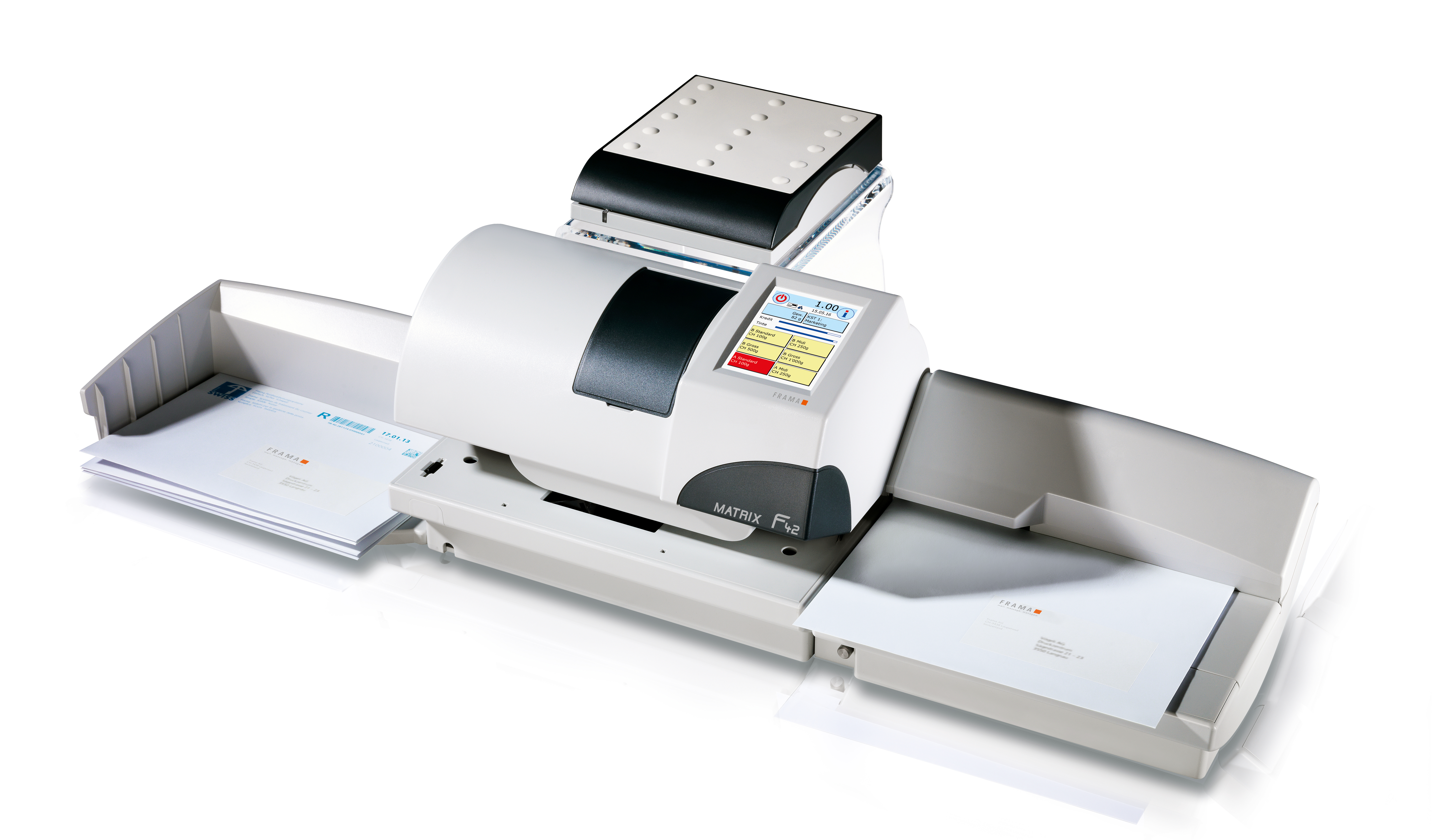
Frankiermaschine Matrix F42 mit Briefwaage

## Geschichte

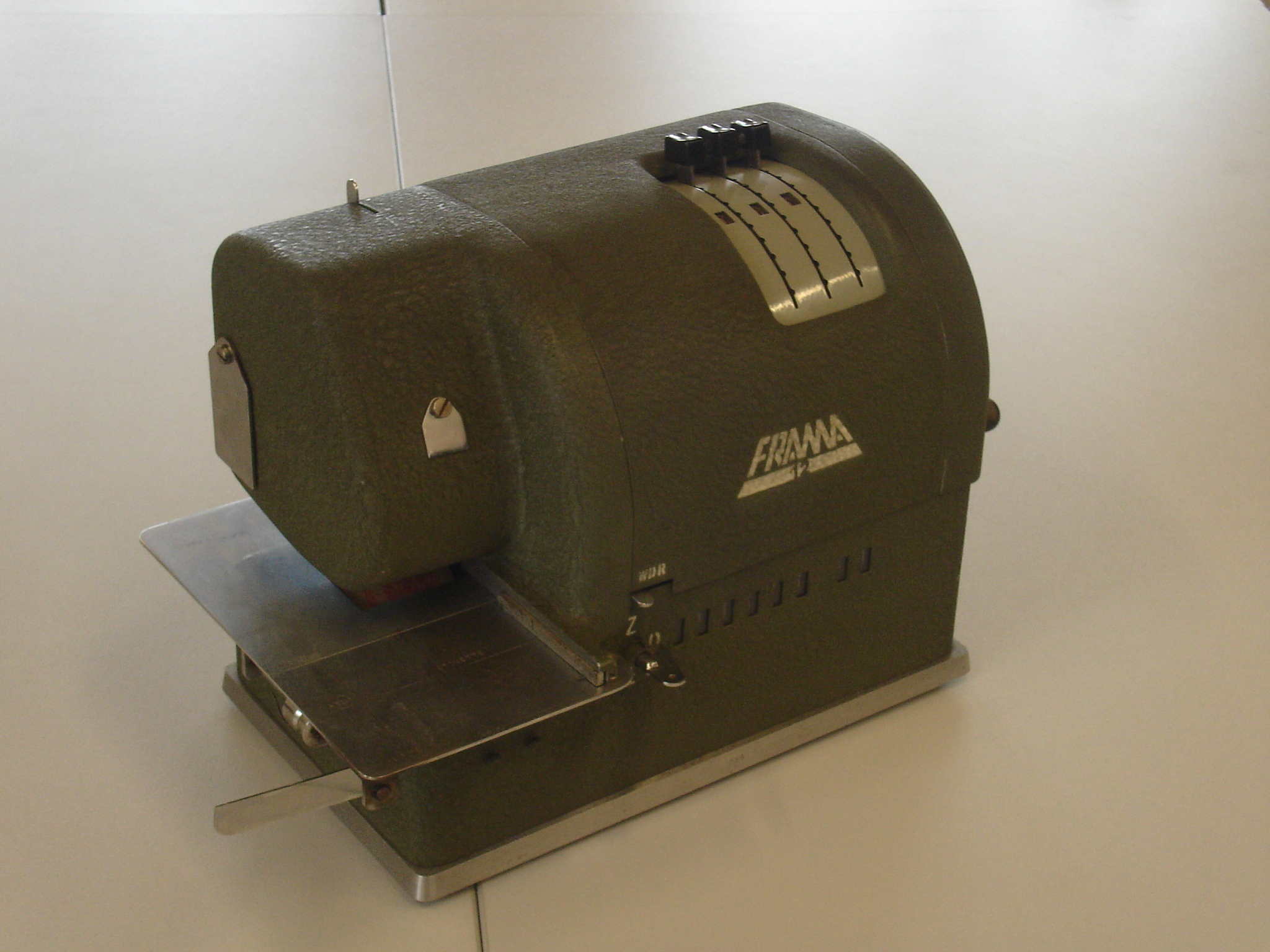
Frankiermaschine Modell 12 aus dem Jahr 1951

Die Frama AG wurde 1970 als Nachfolgeunternehmen der Jost AG in Lauperswil gegründet. Im Gründungsjahr der Frama AG wurde die Frankiermaschine „Frama Modell 70“ eingeführt.

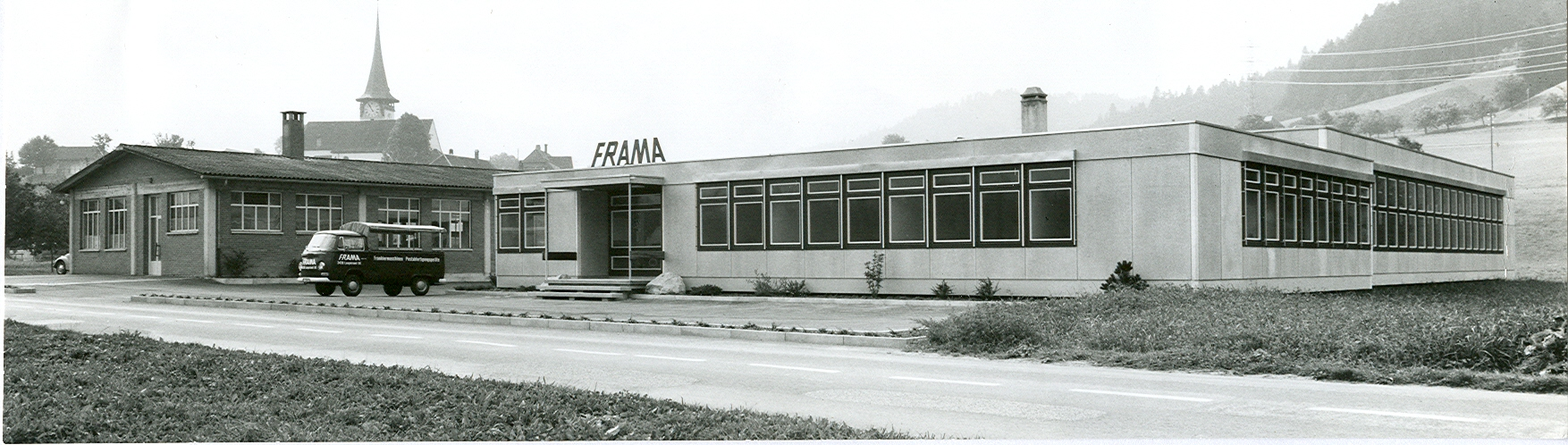
Gebäude der Frama AG im Jahr 1970

Im Jahr 1979 entwickelte Frama die elektronischen Wertzeichenautomaten und begann mit der Auslieferung an die Schweizer Post. In den 1980er-Jahren entwickelte das Unternehmen die weltweit erste Frankiermaschine mit automatischem Datumswechsel.

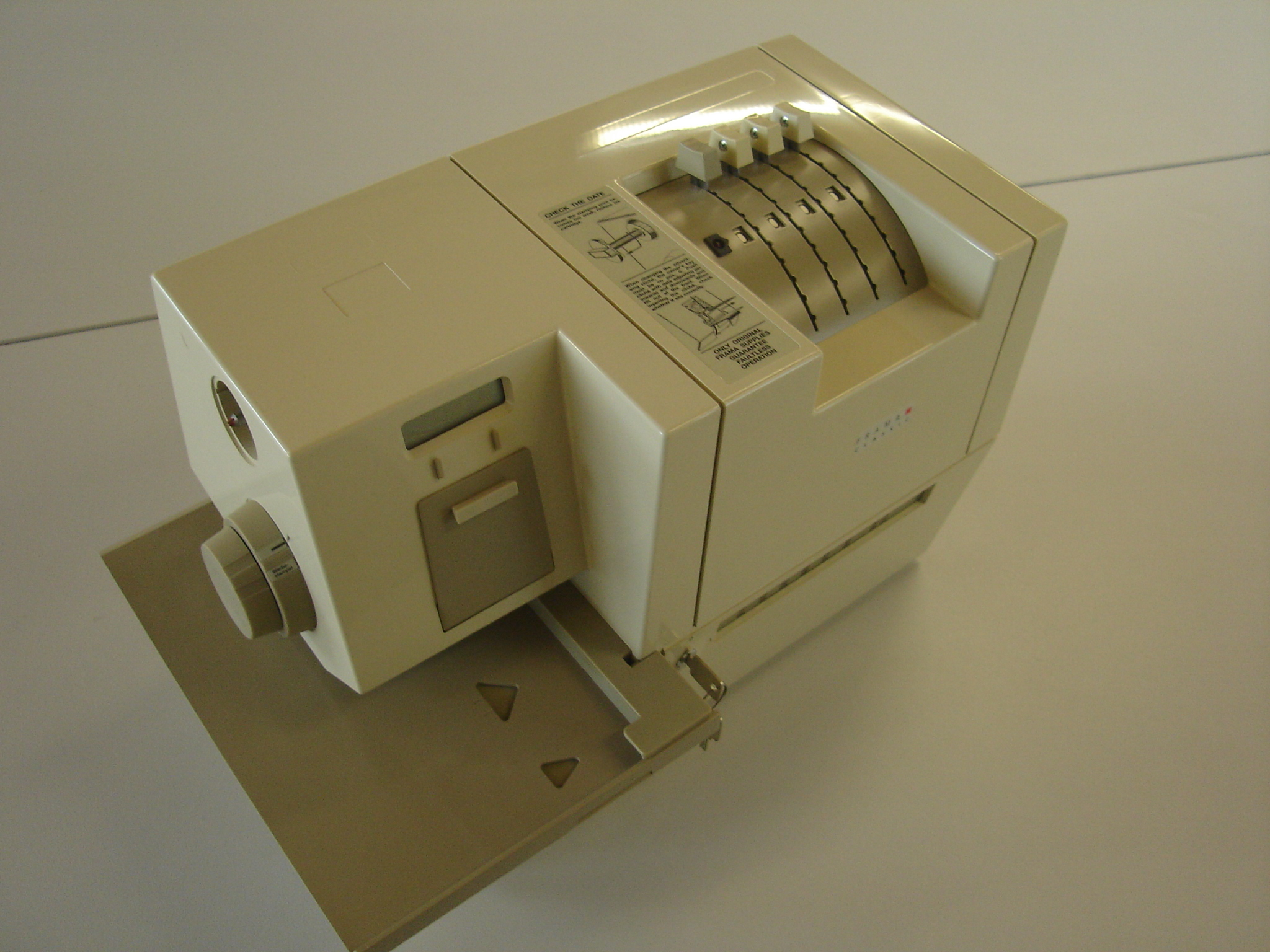
Die Frankiermaschine Modell F100, welche während 25 Jahren über 150‘000 Mal produziert wurde.

In den 1990er-Jahren kamen Neuerungen wie integrierte Tarifberechnung und Touchscreen. Ende der 1990er-Jahre folgten die weltweit schnellsten Thermotransferdruck- und Tintenstrahldruck-Frankiermaschinen von Frama. Das Wachstum des Unternehmens bedingte eine Erweiterung der Büro- und Produktionsfläche in Lauperswil.
In den Jahren 2002 und 2003 folgten die Inbetriebnahmen der neuen Logistik und IT-Zentren in Lauperswil. Mit der Einführung der „Matrix“ Frankiermaschinenmodelle wurde 2005 begonnen.
Im Jahr 2009 startete die Markteinführung des elektronischen Brieföffners „Access B400“. Mit der Einführung der aktuellen Frankiermaschinen-Generation „Matrix F series“ wurde im Jahr 2012 begonnen. Mit der „Matrix F series“ führte Frama als erster Hersteller den Farb-Touchscreen als Bedienoberfläche ein. Im Jahr 2014 erhielt Frama als erster Hersteller die Zulassung für die neue Mailmark Technologie der Royal Mail im Vereinigten Königreich (UK).
Im Rahmen der Neuausrichtung stellt Frama im Jahr 2016 seine erste digitale Lösung: e-communications: RMail vor. RMail ist eine Plattform für verschlüsselte und nachweisbare E-Mails. Ebenfalls im Jahr 2016 wurde die „Frama France SAS“ in Frankreich gegründet. Es ist die mittlerweile zehnte Tochtergesellschaft von Frama.
Am 1. Februar 2024 wurde die Frama Holding AG an den Wettbewerber Quadient verkauft.